# Борго ле Таверне (Авелино)
Борго ле Таверне је насеље у Италији у округу Авелино, региону Кампанија.
Према процени из 2011. у насељу је живело 218 становника. Насеље се налази на надморској висини од 910 м.